# Natronlauge
Natronlauge ist die Bezeichnung für alkalische Lösungen von Natriumhydroxid (NaOH) in Wasser.

## Eigenschaften
Natriumhydroxid löst sich unter starker Wärmebildung sehr gut in Wasser. Eine bei Raumtemperatur gesättigte wässrige Lösung enthält 1260 g Natriumhydroxid auf einen Liter Wasser. Natronlauge ist eine der am häufigsten verwendeten Labor- und Industriechemikalien. Konzentrierte Natronlauge wirkt auf der Haut stark ätzend und selbst stark verdünnte Natronlauge kann die Hornhaut der Augen so schädigen, dass es zur Erblindung kommt.
Eine 1-molare Natronlauge ist eine Lösung, die 1 Mol NaOH (40 g) pro Liter enthält, einen NaOH-Massenanteil von etwa 3,9 % und einen pH-Wert von 14 hat.
| Massenanteil NaOH in %                 | 4,0   | 10,0  | 20,0  | 30,0  | 40,0  | 50,0  |
| -------------------------------------- | ----- | ----- | ----- | ----- | ----- | ----- |
| Stoffmengenkonzentration NaOH in mol/l | 1,04  | 2,77  | 6,09  | 9,95  | 14,30 | 19,05 |
| Massenkonzentration NaOH in g/l        | 41,7  | 110,9 | 243,8 | 398,3 | 572,0 | 762,2 |
| Dichte der Lösung in g/cm3             | 1,043 | 1,109 | 1,219 | 1,328 | 1,430 | 1,524 |

## Gewinnung
Natronlauge wird meistens durch Elektrolyse aus einer wässrigen Natriumchlorid-Lösung gewonnen. Diese Methode wird Chloralkali-Elektrolyse genannt. Dabei können verschiedene technische Verfahren eingesetzt werden. Die Reaktionsgleichung für die Gesamtreaktion lautet:
{\displaystyle \mathrm {2\,NaCl+2\,H_{2}O\rightarrow 2\,NaOH+Cl_{2}+H_{2}} }
Dabei wird auch Chlor produziert. Der große Bedarf der chemischen Industrie an Natronlauge hat maßgeblich zur Entwicklung der Chlorchemie beigetragen.
Mittels Elektrolyse können auch andere Metallsalze zu ihren Hydroxiden umgesetzt werden. Verwendet man beispielsweise Kaliumchlorid anstatt von Natriumchlorid, erhält man Kalilauge. Die Chloralkali-Elektrolyse ist eine endotherme Reaktion. Die benötigte Energie wird in Form von elektrischem Strom zugeführt.
Natronlauge kann auch aus Rotschlamm gewaschen werden.

## Verwendung

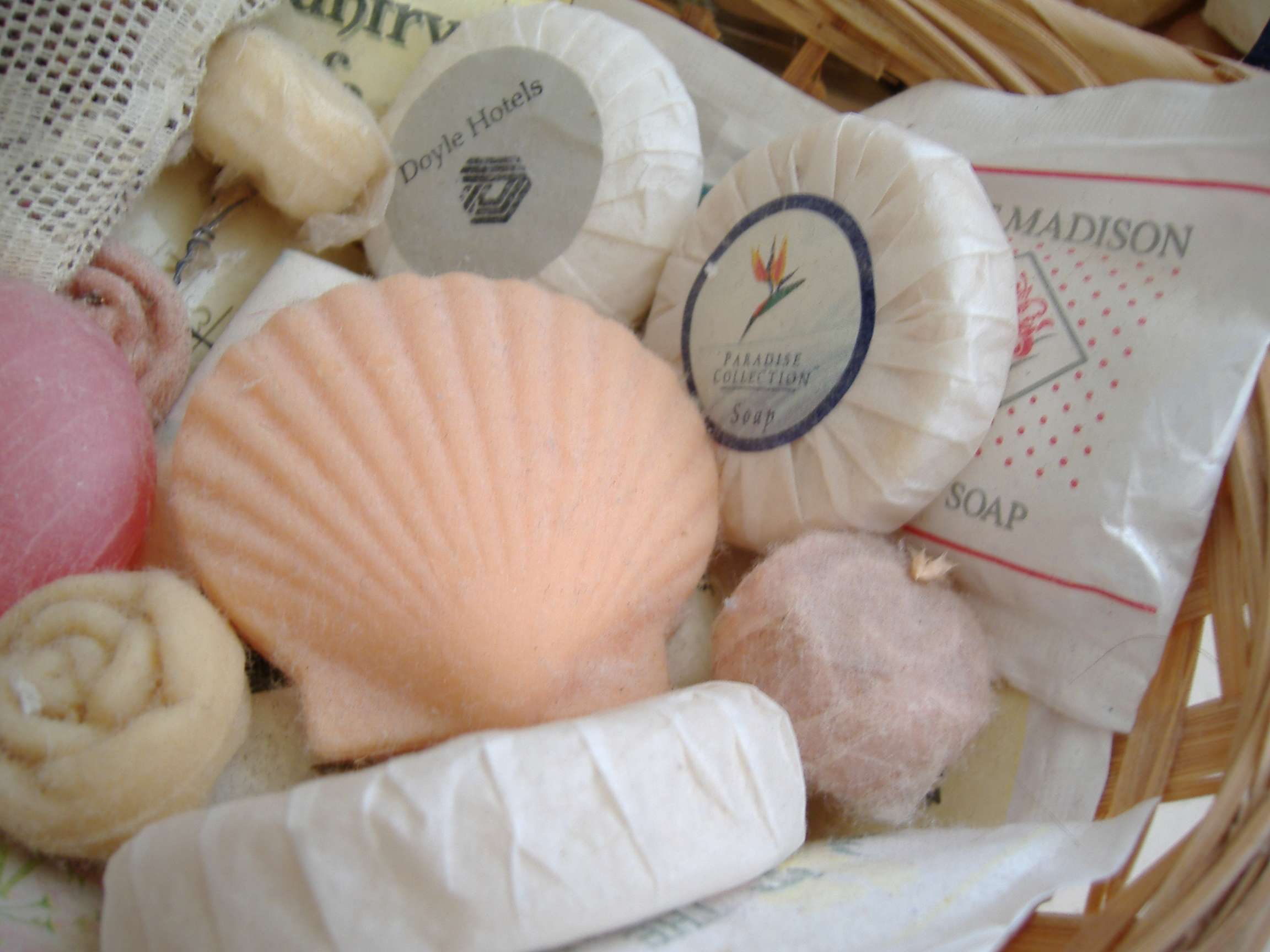
Natronseifen in einem Hotel

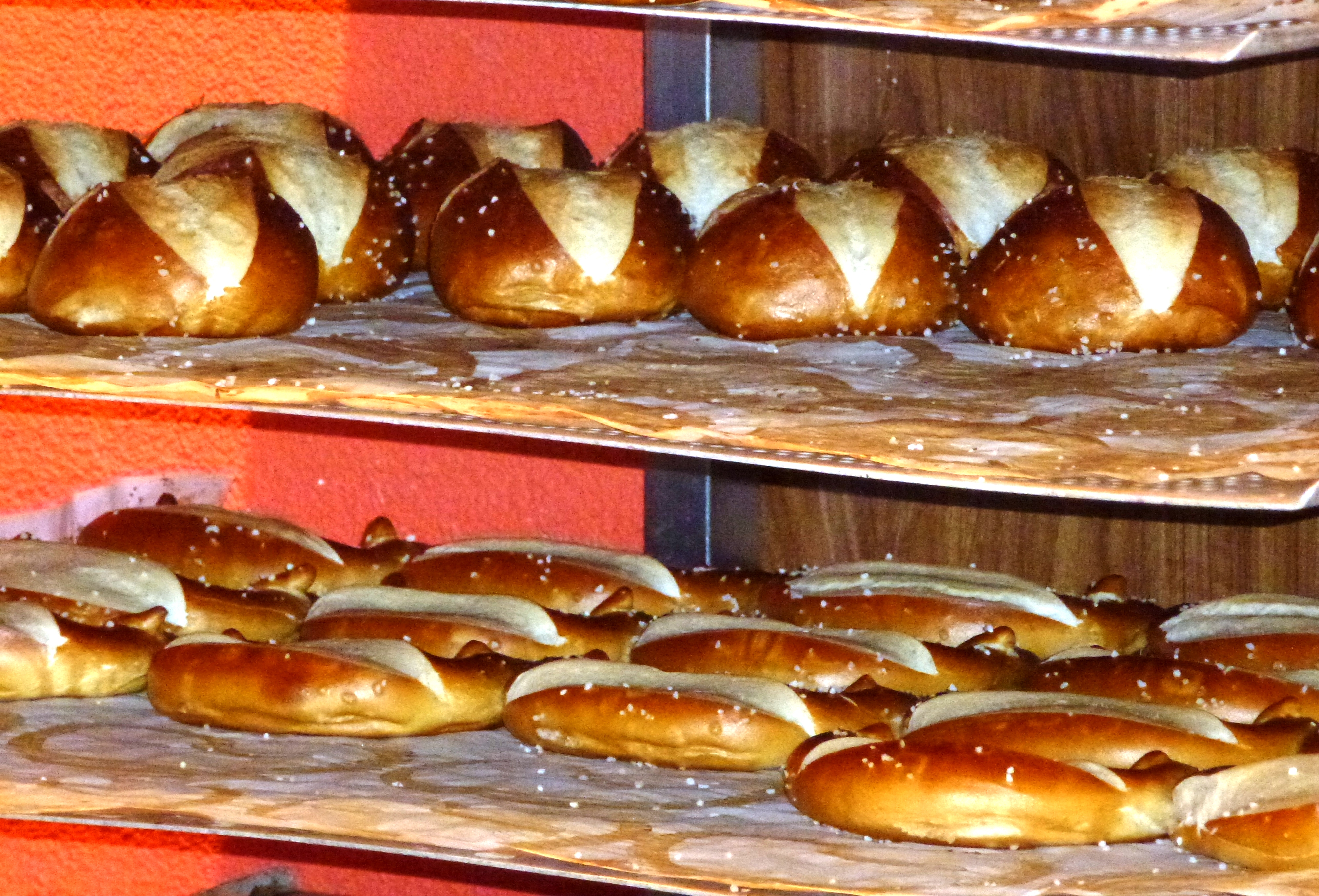
Laugengebäck

- Synthese verschiedener Chemikalien, beispielsweise Ameisensäure, Natriumhypochlorit, Natriumphosphat, Natriumsulfid.
- Herstellung von verschiedenen Natronseifen.[5]
- In der chemischen Industrie zur Neutralisation von Säuren in einer Vielzahl von chemischen Prozessen.
- Aufschluss von Bauxit und anderen Erzen (Bayer-Verfahren zur Herstellung von Aluminium)
- Verarbeitung: Entfernen alter Farbe (Abbeizmittel), Regenerierung von Gummi und Ionentauschern, Veredelung von Baumwolle (Merzerisation), Zellstoffgewinnung (Cellulose).
- In der Nahrungsmittelindustrie: Spülen von Flaschen in Getränke-Abfüllanlagen, Beseitigung fettiger und öliger Verunreinigungen, Reinigen von Edelstahltanks, Entfernung der Schalen von Obst sowie Gemüse, bei der Herstellung von Laugengebäck als Lebensmittelzusatzstoff E 524 für die braune Färbung und den „seifigen“ Geschmack, zum Einlegen von Oliven.
- In Landwirtschaft und Käsereien zur Reinigung von Melkmaschinen, Schläuchen, Rohren und Milchkühltanks.
- In der Imkerei: zur Reinigung von Bienenbeuten und -rähmchen.
- In der Pharmaindustrie werden saure schwerlösliche Arzneistoffe, zum Beispiel Hexobarbital, Isotretinoin, Ketorolac, oft mit Natronlauge in Natriumsalze überführt, die dann besser wasserlöslich sind oder andere galenische Vorteile aufweisen.[6]
- Im Haushalt als Abflussreiniger (meist gemischt mit Aluminiumspänen), als Backofen- und Topfreiniger sowie als aggressiver Fettlöser.[7]
- In der Leiterplattenherstellung zum Entwickeln des Layouts, das zuvor mit Ultraviolettstrahlung auf die fotobeschichtete Leiterplatte übertragen wurde.

## Aufbewahrung
Natronlauge sollte nie in Gefäßen mit Glasschliffstopfen aufbewahrt werden. Mit dem Kohlenstoffdioxid aus der Luft bildet sich am Schliff Natriumhydrogencarbonat:
{\displaystyle \mathrm {NaOH+CO_{2}\longrightarrow NaHCO_{3}} }
Diese Salzkruste verklebt den Schliff mit der Hülse. Außerdem greift Natronlauge die meisten Gläser an, weshalb es sich oberhalb einer Konzentration von 0,1 mol/l grundsätzlich empfiehlt, einen alkalisch inerten Behälter, z. B. aus Polyethylen, mit Schraubverschluss oder notfalls kurzzeitig Gummistopfen zu verwenden. Für volumetrische NaOH-Lösungen verbieten sich Glasgefäße gänzlich.

## Entsorgung
Natronlauge muss wie alle Laugen vor Einbringung in die Kanalisation mit geeigneten Säuren neutralisiert werden. Gegebenenfalls sollte anschließend durch Verdünnung die Konzentration der entstandenen Salze reduziert werden. Kleinmengen, wie sie auch bei der Verwendung von bestimmten Reinigungsmitteln anfallen, müssen lediglich ausreichend verdünnt werden.